# روح الأسلوب
كتاب روح الأسلوب: دليل المفكر للكتابة في القَرن الحادي والعشرين؛ دليل على الطّراز الإنجليزي لعام 2014م كتبه العالم المعرفي والباحث اللغوي والكاتب الشهير ستيفن بينكر. استعان بينكر بعدّة مراجع سابقة مثل كتاب «عناصر الإحساس» للكاتبين ويليام سترانك وإي بي وايت، وكتاب «معجم استخدام الإنجليزية الحديثة» للكاتب إتش دبليو فولر. يطبق بينكر العلم على عمليّة الكتابة، ويشرح الفرضيّات من خلال الاستشهاد بالدّراسات في المجالات التي على صلة بنفس المواضيع، على سبيل المثال، الظّواهر النحوية، ديناميكيّات العقل، حِمل الذاكرة، بالإضافة إلى التّاريخ والنّقد؛ «لتمييز القواعد التي تعزّز الوضوح، والنعم، والصّدى العاطفيّ، من تلك التي تستند على الأساطير وسوء الفهم».
تجمع فرضيّات بينكر بين البيانات من بطاقات الاقتراع المعطاة إلى لوحة الاستخدام للعديد من القواميس، والتّحليلات التاريخيّة في قاموس ميريام ويبستر لاستخدام اللغة الإنجليزيّة، والتحليل التَّلويّ لاستخدام روي كوبوود الأمريكيّ والأسلوب الأمريكيّ: الإجماع، وجهة نظر اللغويّات الحديثة المتمثّلة في قواعد اللغة الإنجليزية في كامبريدج ومدوّنة لغة السجلّ.

## المحتوى

### التمهيد
«النّمط» هو الاستخدام الفعّال للكلمات لإشراك العقل البشريّ. إنّ كتيّبات الأسلوب التي تكون بريئة من علم اللغة غير فعّالة من ناحية الكتابة التي تثير العواطف: الاستعمال الصّحيح وغير الصّحيح. الكتب النمطيّة الأرثوذوكسيّة غير مجهّزة للتعامل مع حقيقة أساسيّة عن اللغة: إنها تتغير مع مرور الوقت. اللغة ليست بروتوكولاً مُشرّعاً من قبل سلطة ما، بل هي دمج لمساهمات ملايين الكتّاب والمتكلّمين.

### كتابة جيدة
النّثر العكسيّ للهندسة الجيّدة هو المفتاح لتطوير أذن كتابيّة، إن نقطة البداية لتكون كاتباً جيّداً هي أن تكون قارئاً جيّداً. الكُتّاب الجيّدون هم قُرّاء متعطشون. لقد استوعبوا مخزوناً كبيراً من الكلمات والتّعابير والإنشاءات والمدوّنات والحيل البلاغيّة، ويملكون حساسيّة عالية لشبك كل ما سبق مع بعضه البعض. هذا ما يُسمّى «الأذن» المراوغة للكاتب الماهر، بالمعنى الضّمني للأسلوب الذي لا يمكن تعليمه بشكل مباشر.

### نافذة على العالم
النّمط الكلاسيكيّ كمضاد للنمط الأكاديميّ، والبيروقراطيّ، والقانونيّ، والرسميّ، وأنواع أخرى من النّثر المتجهّم؛ إن مفتاح الأسلوب الجيّد يحتاج إلى أكثر من إطاعة أي قائمة من الوصايا، فهو يحتاج إلى تصوّر واضح لعالم التصنّع المتظاهر بالتواصل. يجب على كاتب النّثر الكلاسيكي أن يحاكي تجربتين هما «عرض شيء من العالم للقارئ، إشراك القارئ في المحادثة»؛ النمط الكلاسيكيّ هو نمط مثاليّ. وليس بالضرورة أن يكون كل النّثر كلاسيكيّ وليس على كل الكتّاب التّظاهر بالكلاسيكية. لكن معرفة السّمات المميّزة للأسلوب الكلاسيكيّ سيجعل أي شخصٍ كاتباً جيّداً، وهذا «أفضل علاج للمرض الذي يصيب النّثر الأكاديميّ والبيروقراطيّ والشّخصيّ والقانونيّ والرأسماليّ».

### لعنة المعرفة
السبب الرئيسيّ للنثر غير المفهوم هو لعنة المعرفة؛ صعوبة تخيّل القارئ للمكتوب إذا كان لا يملك الخلفيّة المعرفيّة التي تملكها ككاتب؛ على سبيل المثال، استخدام المصطلحات والاختصارات والمفردات التقنيّة. يجب عرض مسودة على بعض الأشخاص المشابهين لجمهورك المستهدف لمعرفة ما إذا كان بإمكانهم فهم ما كتبته. يجب عرض مسودّة على نفسك بعد فترة من الكتابة لدراسة ما إذا كان ما كتبته يحتاج للمراجعة أو لإعادة الصّياغة.

### الشبكة، والشّجرة، والخيوط
يمكن أن يساعد فهم البنية على قيام كاتب ما بتجنّب النّثر غير اللغويّ، المعقّد، والمضلِّل؛ حيث أن تعلّم كيفيّة إدخال وحدات اللغة في الوعي يمكن أن يسمح للكتاب بأن بفسّروا طريقهم إلى جمل متناسقة نحويّاً، وتشخيص المشكلات الكتابيّة. القواعد هي موضوع رائع بحدّ ذاته، عندما يتم شرحه بشكل صحيح.

### أقواس التّماسك
كيفيّة التأكد من أن القرّاء سوف يفهمون الموضوع، يدركون الفكرة التي تكتب عنها، يتتبعون مسار الشخصيّات، ويلاحظون كيف تنتقل من فكرة إلى أخرى؛ حتى ولو كانت كل جملة في النّص هشّة كانت أو شفّافة متماسكة لغوياً؛ يمكن لتتابع من الجمل أن يبدو مفكك أو غير مُركّز أو غير متماسك. النّص المترابط يتم تصميمه «كشجرة مرتّبة من المقاطع داخل الأقسام، والتي بدورها تتقاطع مع الأقواس التي تتعقّب النّقاط والمواضيع، ويتم تجميعها معاً بواسطة روابط تربط المقترحات ببعضها البعض»، لا يأتي ذلك عن طريق الصّدفة بل عن طريق صياغة مخطط، والتأكيد على التفاصيل، والحفاظ على الشعور بالتوازن.

### التّفريق بين الصّحيح والخاطئ
كيفيّة فهم فواعد النّحو بشكل صحيح، واختيار الكلمات وعلامات التّرقيم؛ الفكرة القائلة «لابد من وجود نهجين محددين عند استخدام اللغة، اتّباع كل القواعد التقليديّة، أو أي شيء آخر مناسب» هي مجرّد خرافة.
تتمثّل الخطوة الأولى في إتقان استعمال اللغة، هو فهم سبب الخطأ في الخرافة السابقة. لا يوجد شيء يدعى «حرب لغوية»؛ وكل الجدل المزعوم حول الفكرة السابقة هو وهم زائف مثل الانقسامات الجذريّة الأخرى.
المفتاح الحقيقي هو الاعتراف بأن القواعد اللغويّة هي اتفاقيّات ضمنيّة بين أفراد المجتمع من أجل الالتزام بطريقة واحدة للقيام بالأشياء. يصف علماء اللغة قواعدهم بأنها «قواعد وصفيّة» أي القواعد التي تصف كيف يتحدث الناس باللغة ويفهمونها، وتعتبر مجموعة فرعيّة من هذه القواعد بأنها أقل انتشاراً من بقيّة القواعد، ولكنّها أصبحت مقبولة من قبل مجموعة صغيرة من المتحدّثين والمتعلّمين لاستعمالها في الأوساط العامّة مثل الحكومة والصّحافة والأدب والأعمال التجارية والأوساط الأكاديميّة.
هذه الاتفاقيّات هي «قواعد إلزاميّة»؛ القواعد التي تحدد كيف يجب على الشخص أن يتحدّث أو يكتب في الأوساط السابقة؛ بخلاف القواعد الوصفيّة، يجب ذكر العديد من القواعد الإجرائيّة بشكل صريح، لأنها ليست طبيعة ثانيّة لمعظم الكتّاب، أي أن هذه القواعد لا تنطبق على القواعد في اللغة العاميّة المنطوقة، أو قد يكون من الصّعب استعمالها في جمل معقّدة.
هذا يثير السؤال حول كيفية إمكان الكاتب المتألق على تمييز قواعد استعمال القواعد في القصص الطويلة؛ والجواب «ابحث عنه بنفسك».
ضمّن بينكر كتابه دليلاً مختصراً لمئات القضايا الأكثر شيوعاً حول قواعد اللغة واستعمال الكلمات وعلامات الترقيم. (من أجل الحصول على قائمة بينكر لأفضل 10 قضايا، راجع)

## التلقي
فاز كتاب بينكر هذا بجائزة (Plain English Campaign) العالميّة في عام 2014م، وتم تصنيفه من بين أفضل الكتب في العالم في عام 2014م من قبل كل من مجلة ذي إيكونوميست (The Economist) ، وجريدة سانداي تايمز (The Sunday Times) ، وموقع أمازون (Amazon). وتلقّى تعليقات إيجابيّة بشكل رئيسي في العديد من المنشورات، بما في ذلك منشورات صحيفة نيويورك تايمز (The New York Times) ، وسايانتيفيك أميريكان (Scientific American) ، واشنطن بوست (The Washington Post)  ؛ لكنّه تلقّى مراجعة سلبية من مجلّة نيويوركر (The New Yorker). كما قالت صحيفة دايلي تيليغراف (The Daily Telegraph) بأن بينكر ليس لديه أي شيء جديد ليقوله، وتنتقد بينكر في اختياره للمؤلّفين الذين استشهد بهم.